# Billboard Music Award para melhor álbum de R&B
O Prêmio Billboard Music de Melhor Álbum de R&B (em inglês: Billboard Music Award for Top R&B Album) é uma das categorias dos Prêmios Billboard Music, uma cerimônia de premiação musical estadunidense estabelecida em 1990 para reconhecer os artistas e respectivas obras de maior destaque comercial no ano anterior à cada edição. Esta categoria especificamente destina-se a reconhecer a excelência de artistas musicais afro-americanos por seus álbuns musicais lançados no período anual anterior à  data de realização de cada cerimônia. 
A categoria de "Melhor Álbum de R&B" foi apresentada pela primeira vez em 1990, tendo como vencedora a cantora e compositora Janet Jackson por seu álbum Rhythm Nation 1814. Desde então, esta foi a única indicação de Jackson ao prêmio. Nos anos seguintes, o prêmio foi vencido mais de uma vez por Whitney Houston, Beyoncé, Usher e The Weeknd. O cantor e compositor Chris Brown é o nome mais recorrente da categoria, totalizando 7 indicações e 1 vitória na categoria, sendo esta última consagração por seu álbum 11:11.

## Vencedores e indicados
Abaixo estão os vencedores e demais indicados da categoria "Melhor Álbum de R&B" dos Prêmios Billboard Music. As obras vencedoras da categoria estão destacadas em negrito ao lado do nome do respectivo artista principal.
| Ano  | Vencedor                                 | Vencedor          | Indicados | Ref.        |
| Ano  | Obra                                     | Artista           | Indicados | Ref.        |
| ---- | ---------------------------------------- | ----------------- | --- | ----------- |
| 1990 | Rhythm Nation 1814                       | Janet Jackson     | — | [ 4 ] [ 9 ] |
| 1991 | I'm Your Baby Tonight                    | Whitney Houston   | — | [ 10 ]      |
| 1992 | Forever My Lady                          | Jodeci            | — | [ 11 ]      |
| 1993 | The Bodyguard: Original Soundtrack Album | Whitney Houston   | — | [ 12 ]      |
| 1998 | The Miseducation of Lauryn Hill          | Lauryn Hill       | - Anytime – Brian McKnight - It's Dark and Hell Is Hot – DMX - Vol. 2... Hard Knock Life – Jay Z                                                     | [ 13 ]      |

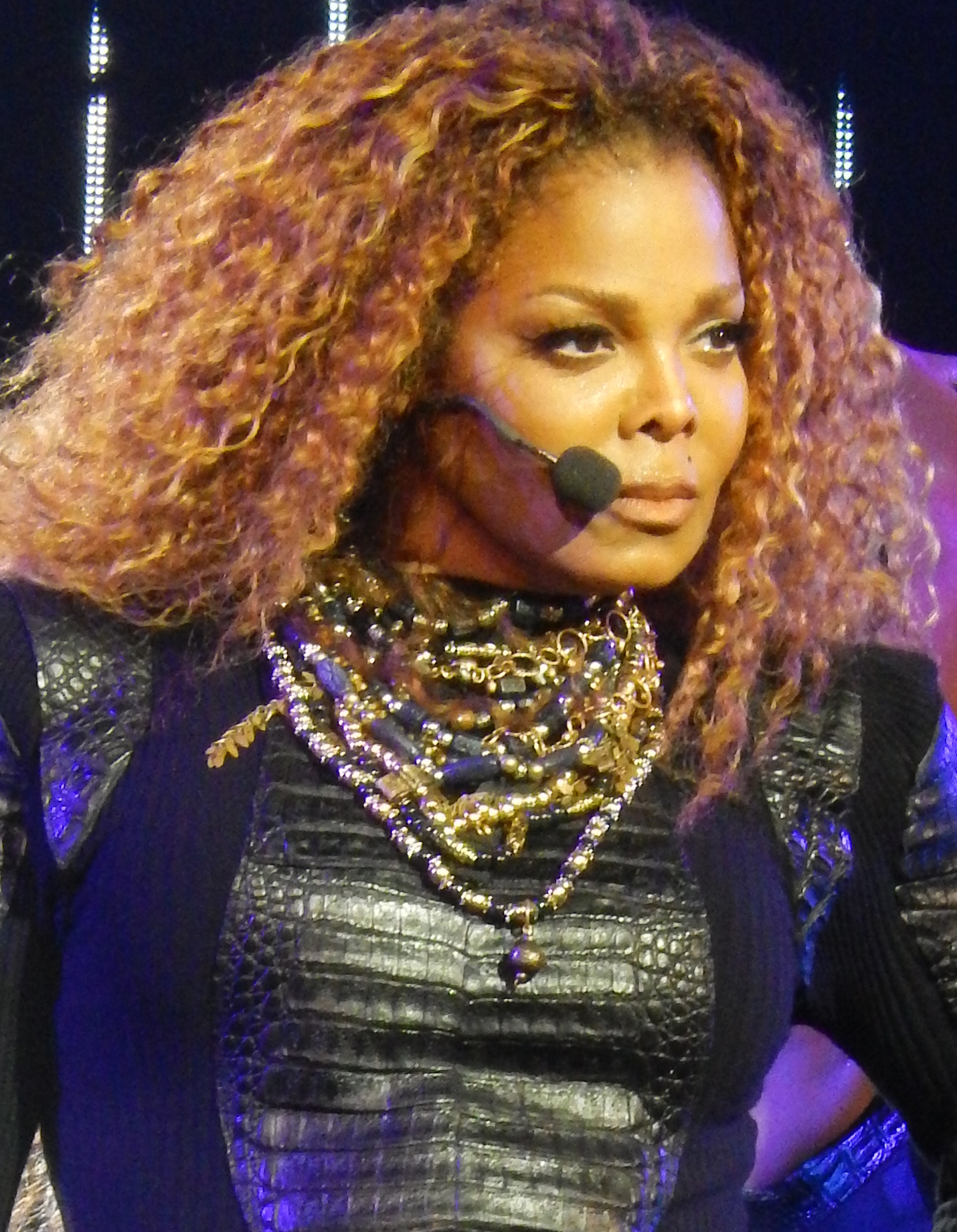
Janet Jackson, a primeira vencedora da categoria por seu álbum Rhythm Nation 1814.

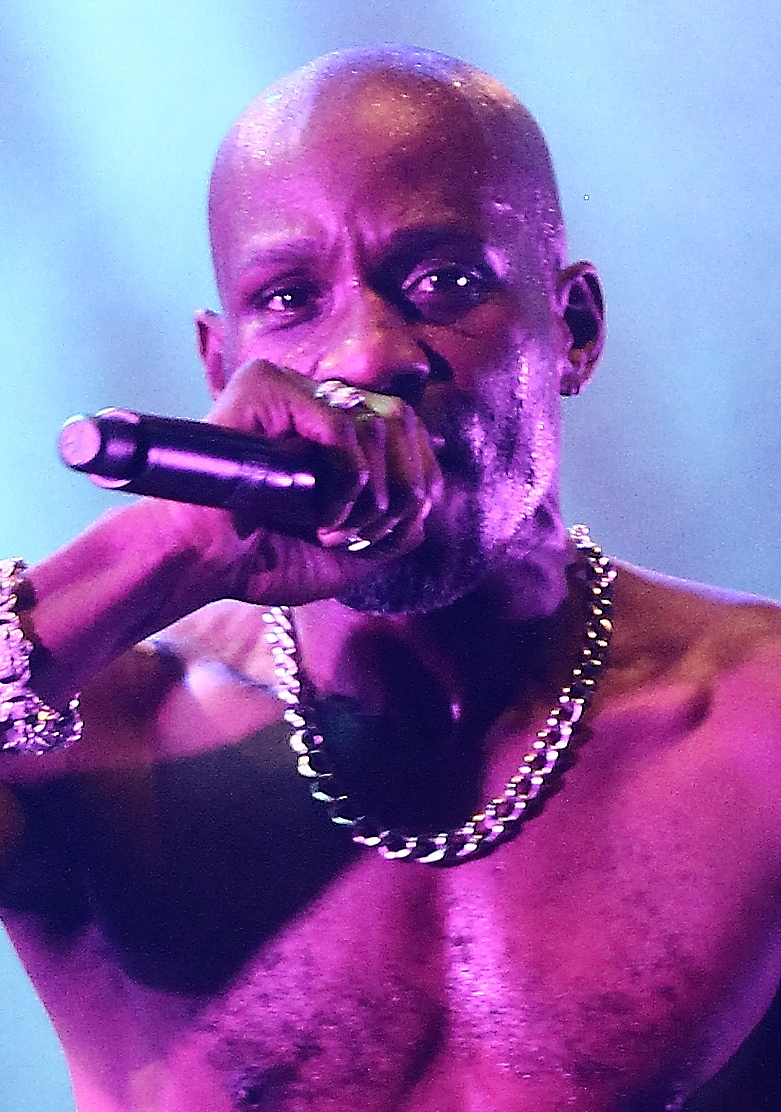
DMX, indicado em 1998 e 1999 por It's Dark and Hell Is Hot.

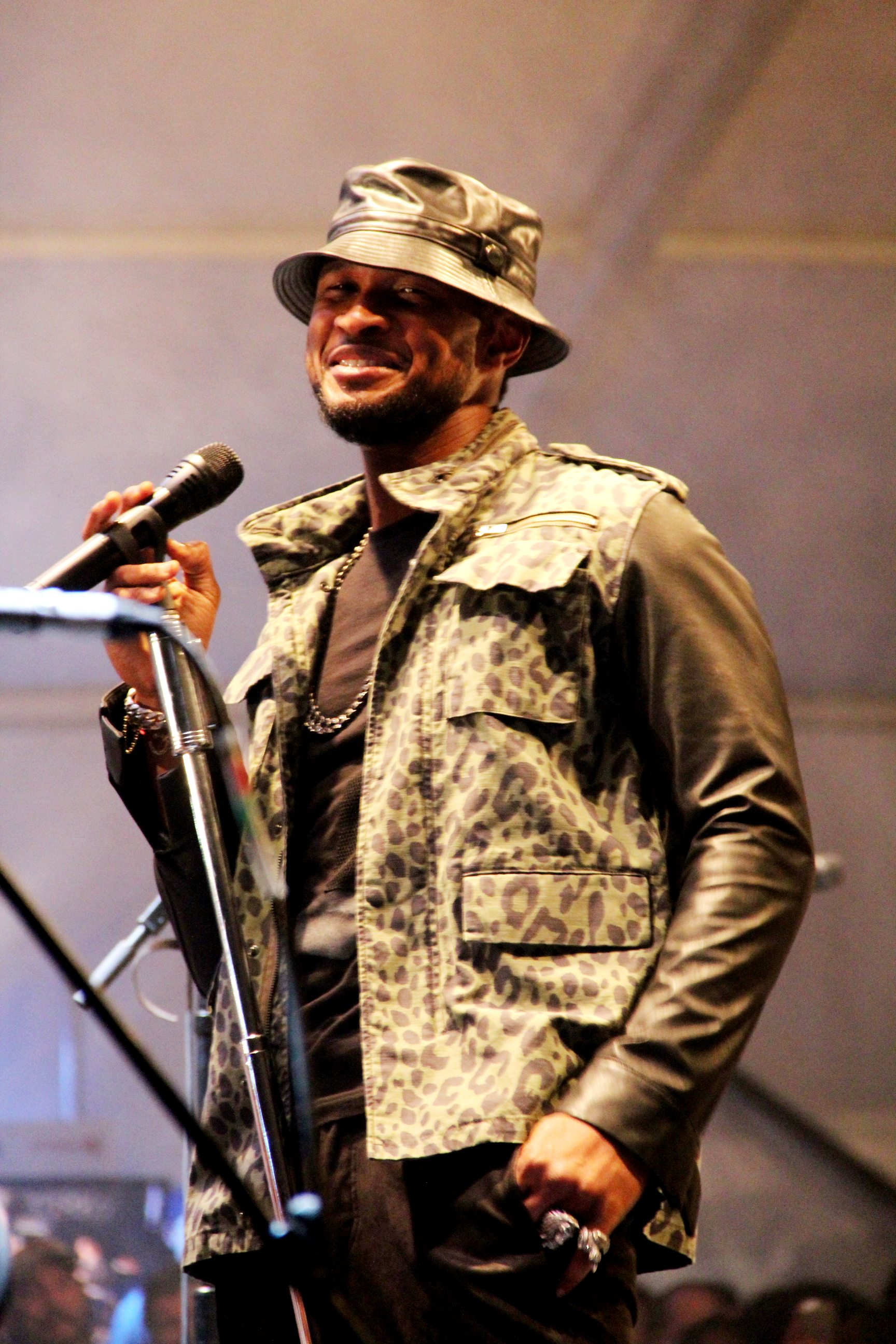
Usher, vencedor da categoria em 2004 e 2011 por Confessions e Raymond v. Raymond, respectivamente.

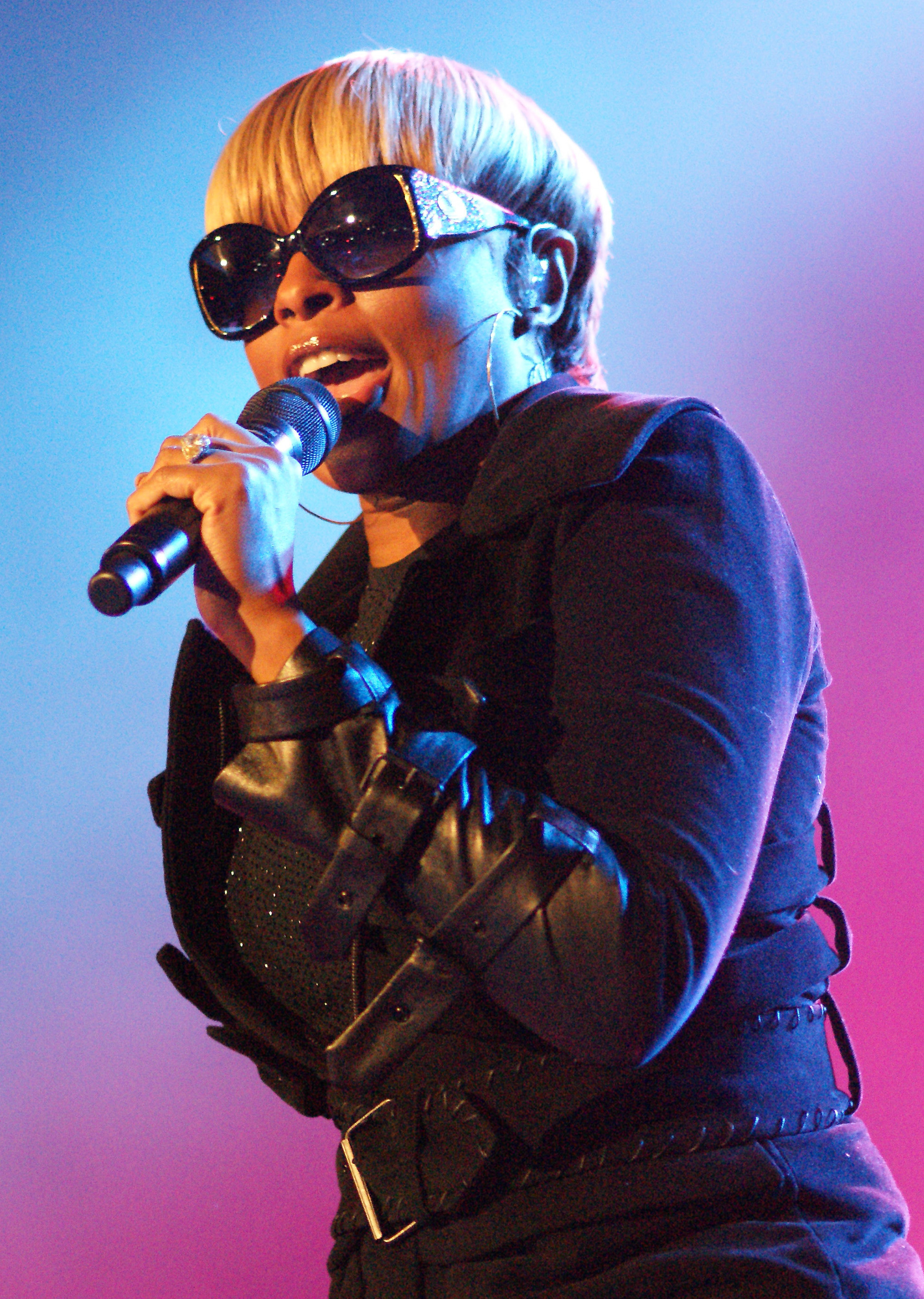
Mary J. Blige, vencedora da categoria em 2006 por The Breakthrough e indicada em 2012 por My Life II.

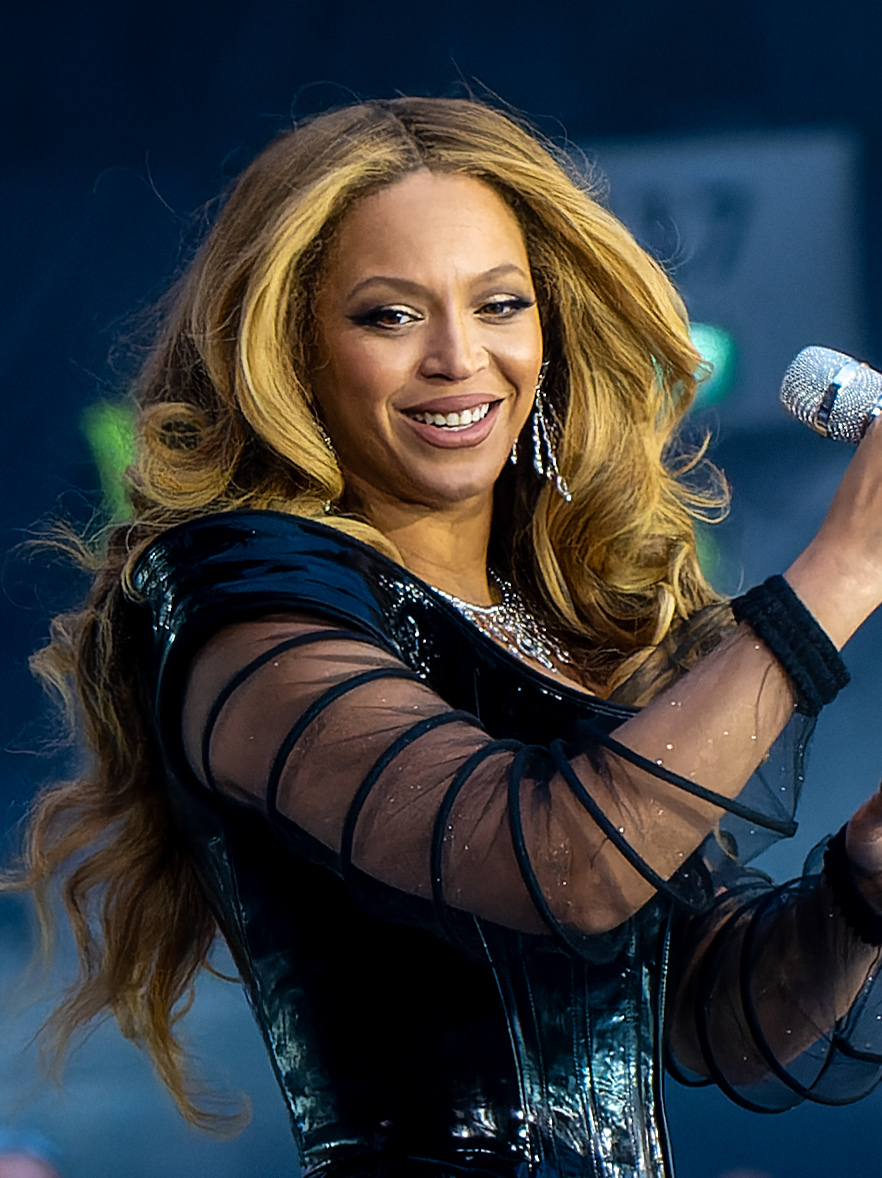
Beyoncé, vencedora em 2012 e 2017 e indicada em seis outras edições, é a artista mais indicada ao prêmio.

| 1999 | 400 Degreez                              | Juvenile          | - Flesh of My Flesh, Blood of My Blood – DMX - The Miseducation of Lauryn Hill – Lauryn Hill - R. – R. Kelly                                         | [ 14 ]      |
| 2001 | TP-2.com                                 | R. Kelly          | - Aijuswanaseing – Musiq - Hot Shot – Shaggy - Songs in A Minor – Alicia Keys                                                                        | [ 15 ]      |
| 2002 | The Eminem Show                          | Eminem            | - Ashanti – Ashanti - Nellyville – Nelly - Word of Mouf – Ludacris                                                                                   | [ 16 ]      |
| 2004 | Confessions                              | Usher             | - The Black Album – Jay Z - The College Dropout – Kanye West - The Diary of Alicia Keys – Alicia Keys                                                | [ 17 ]      |
| 2006 | The Breakthrough                         | Mary J. Blige     | - In My Own Words – Ne-Yo - King – T.I. - Unpredictable – Jamie Foxx                                                                                 | [ 18 ]      |
| 2011 | Raymond v. Raymond                       | Usher             | - Loud – Rihanna - Passion, Pain & Pleasure – Trey Songz - Soldier of Love – Sade - Still Standing – Monica                                          | [ 19 ]      |
| 2012 | 4                                        | Beyoncé           | - F.A.M.E. – Chris Brown - I Remember Me – Jennifer Hudson - My Life II... The Journey Continues (Act 1) – Mary J. Blige - Talk That Talk – Rihanna  | [ 20 ]      |
| 2013 | Unapologetic                             | Rihanna           | - channel ORANGE – Frank Ocean - Fortune – Chris Brown - Girl on Fire – Alicia Keys - Looking 4 Myself – Usher                                       | [ 21 ]      |
| 2014 | The 20/20 Experience                     | Justin Timberlake | - The 20/20 Experience – 2 of 2 – Justin Timberlake - Beyoncé – Beyoncé - Black Panties – R. Kelly - Blurred Lines – Robin Thicke                    | [ 22 ]      |
| 2015 | Girl                                     | Pharrell Williams | - Beyoncé – Beyoncé - Love in the Future – John Legend - X – Chris Brown - Xscape – Michael Jackson                                                  | [ 23 ]      |
| 2016 | Beauty Behind the Madness                | The Weeknd        | - Anti – Rihanna - Black Rose – Tyrese Gibson - Royalty – Chris Brown - T R A P S O U L – Bryson Tiller                                              | [ 24 ]      |
| 2017 | Lemonade                                 | Beyoncé           | - 24K Magic – Bruno Mars - Anti – Rihanna - Blonde – Frank Ocean - Starboy – The Weeknd                                                              | [ 25 ]      |
| 2018 | 24K Magic                                | Bruno Mars        | - 17 – XXXTentacion - American Teen – Khalid - Ctrl – SZA - Starboy – The Weeknd                                                                     | [ 26 ]      |
| 2019 | 17                                       | XXXTentacion      | - Ella Mai – Ella Mai - My Dear Melancholy – The Weeknd - H.E.R. – H.E.R. - American Teen – Khalid                                                   | [ 27 ]      |
| 2020 | Free Spirit                              | Khalid            | - Homecoming: The Live Album – Beyoncé - Changes – Justin Bieber - Indigo – Chris Brown - Over It – Summer Walker                                    | [ 28 ]      |
| 2021 | After Hours                              | The Weeknd        | - Chilombo – Jhené Aiko - Slime & B – Chris Brown e Young Thug - Hot Pink – Doja Cat - It Was Good Until It Wasn't – Kehlani                         | [ 29 ]      |
| 2022 | Planet Her                               | Doja Cat          | - When It's All Said and Done... Take Time – Giveon - An Evening with Silk Sonic – Silk Sonic - Still Over It – Summer Walker - Dawn FM – The Weeknd | [ 30 ]      |
| 2023 | SOS                                      | SZA               | - Renaissance – Beyoncé - Honestly, Nevermind – Drake - Wasteland – Brent Faiyaz - Gemini Rights – Steve Lacy                                        | [ 31 ]      |
| 2024 | 11:11                                    | Chris Brown       | - Lager than Life – Brent Faiyaz - PartyNextDoor 4 – PartyNextDoor - Bryson Tiller – Bryson Tiller - Tyla – Tyla                                     | [ 8 ]       |